# Nieuw-Berkijn
Nieuw-Berkijn of Zuid-Berkin (Frans: Neuf-Berquin) is een stad en gemeente in de Franse Westhoek, in het Franse Noorderdepartement (Frans: département du Nord). De gemeente ligt in Frans-Vlaanderen op de grens van de streken Houtland en het Leiedal. Zij grenst aan de gemeenten Oud-Berkijn, Zoeterstee, Stegers en Meregem. In het noordwesten van de gemeente ligt het gehucht La Vierhouck. De gemeente telde op 1 januari 2022 1.422 inwoners.

## Geschiedenis
Het grondgebied van de huidige gemeente Nieuw-Berkijn ligt aan het tracé van de oude Romeinse heirbaan tussen Kassel en Atrecht (Arras). Het dorp zelf is ontstaan in 1150 als een afscheiding van de parochie Stegers. Ten tijde van de Eerste Wereldoorlog is Nieuw-Berkijn, tijdens het Lenteoffensief in 1918, volledig verwoest. Na de oorlog werd het dorp heropgebouwd.

## Geografie
De oppervlakte van Nieuw-Berkijn bedroeg op 1 januari 2022 6,4 vierkante kilometer; de bevolkingsdichtheid was toen 222,2 inwoners per km².

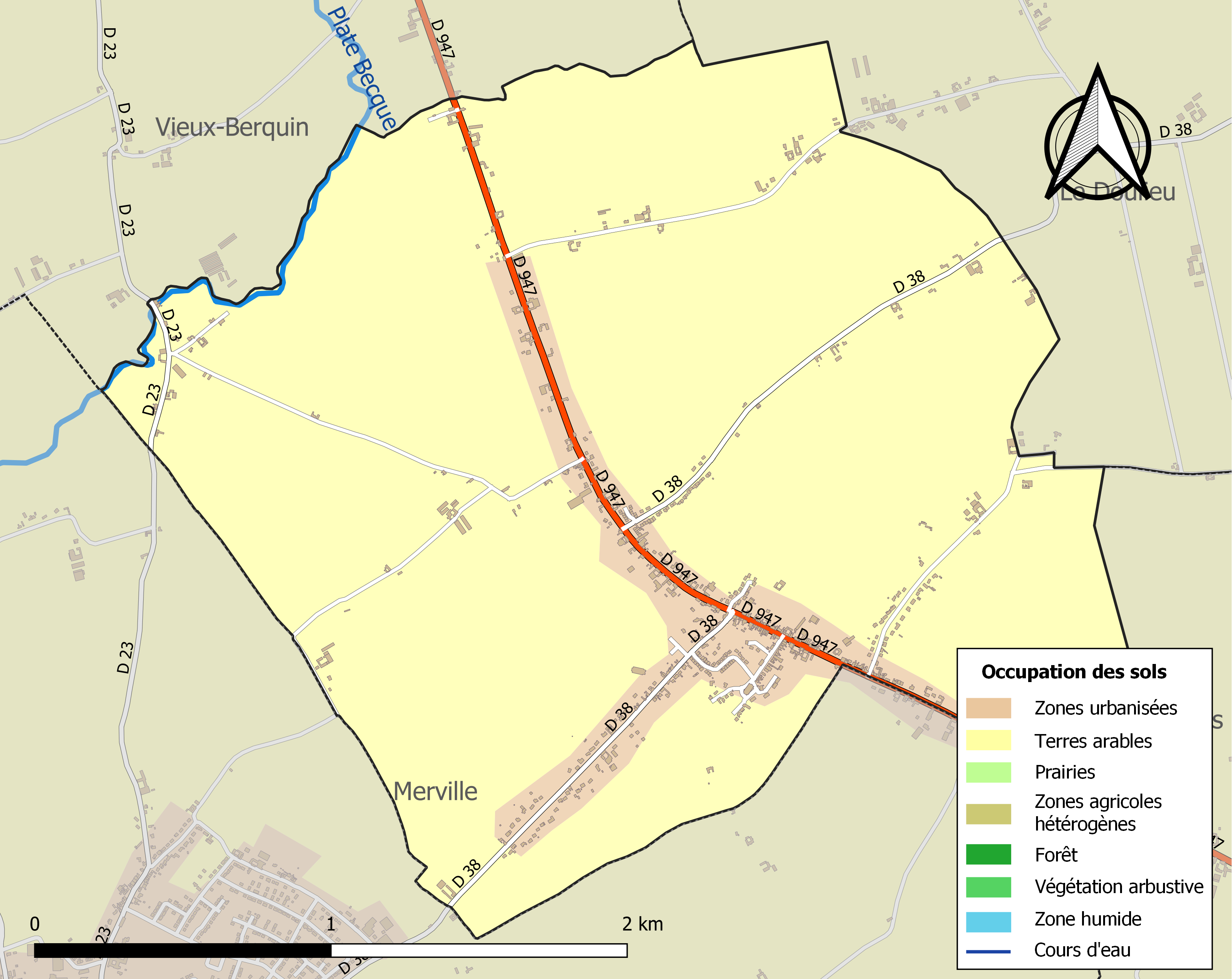
Kaart van de gemeente met belangrijkste infrastructuur, bodemgebruik en omliggende gemeenten

## Bezienswaardigheden
- De Sint-Gilleskerk  (église Saint-Gilles)

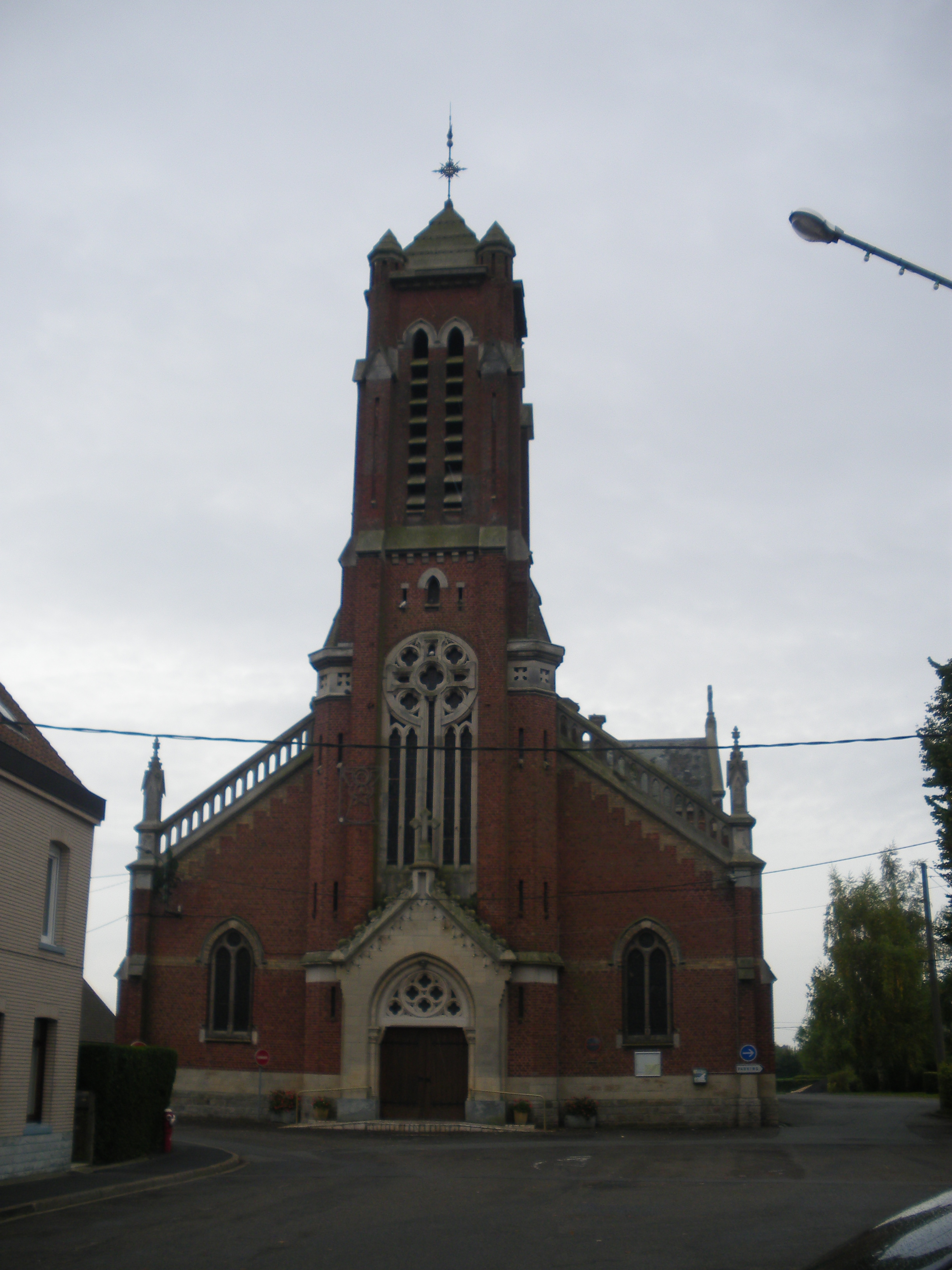
De Sint-Gilleskerk
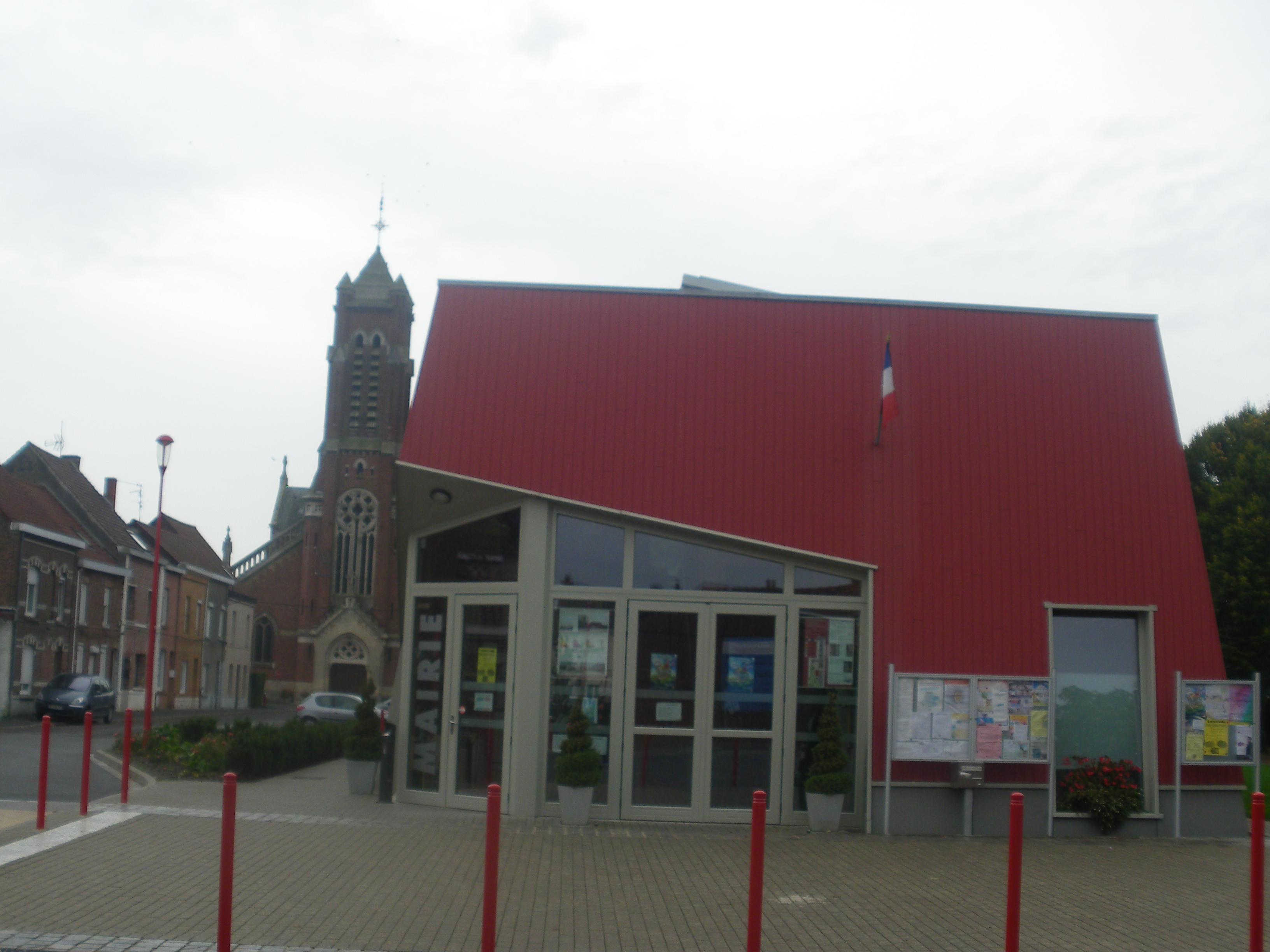
Gemeentehuis van Nieuw-Berkijn

## Demografie
Onderstaande figuur toont het verloop van het inwonertal (bron: INSEE-tellingen).
Blaringem · Boezegem · Ebblingem · La Gorgue  · Haverskerke · Hazebroek · Linde · Meregem · Moerbeke · Nieuw-Berkijn · Ruisscheure · Steenbeke · Stegers · Tienen · Waalskappel · Zerkel
Armboutskappel · Arneke · Bambeke · Bavinkhove · Belle · Berten · Bieren · Bissezele · Blaringem · Boeschepe · Boezegem · Bollezele · Borre · Bray-Dunes · Broekburg · Broekkerke · Broksele · Buisscheure · Drinkam · Duinkerke · Ebblingem · Eke · Ekelsbeke · Eringem · Gijvelde · Godewaarsvelde · La Gorgue · Grand-Fort-Philippe · Grevelingen · Groot-Sinten · Hardefoort · Haverskerke · Hazebroek · Herzele · Holke · Hondegem · Hondschote · Hooimille · Houtkerke · Kaaster · Kapelle · Kapellebroek · Kassel · Killem · Kraaiwijk · Krochte · Kwaadieper · Lederzele · Ledringem · Leffrinkhoeke · Linde · Loberge · Loon · Meregem · Merkegem · Merris · Meteren · Millam · Moerbeke · Niepkerke · Nieuw-Berkijn · Nieuw-Koudekerke · Nieuwerleet · Noordpene · Ochtezele · Okselare · Oostkappel · Oud-Berkijn · Oudezele · Pitgam · Pradeels · Rekspoede · Rubroek · Ruisscheure · Sint-Janskappel · Sint-Joris · Sint-Mariakappel · Sint-Momelijn · Sint-Pietersbroek · Sint-Silvesterkappel · Sint-Winoksbergen · Soks · Spijker · Stapel · Steenbeke · Steenvoorde · Steenwerk · Stegers · Stene · Strazele · Terdegem · Téteghem-Coudekerque-Village · Tienen · Uksem · Vleteren · Volkerinkhove · Waalskappel · Warrem · Waten · Wemaarskappel · Westkappel · Wilder · Winnezele · Wormhout · Wulverdinge · Zegerskappel · Zerkel · Zermezele · Zoeterstee · Zuidkote · Zuidpene